# Garous Abdolmalekian
Garous Abdolmalekian (né le 10 octobre 1980 à Téhéran) est un poète iranien contemporain, professeur de poésie et de théorie littéraire. 

## Biographie
Garous Abdolmalekian nait à Téhéran, dans le quartier de Sattar Khan. Son père Mohammadreza Abdul Malikian est poète. Abdul Malikian choisit le nom d'une montagne près de la ville de Nahavand (dont il est originaire) pour son fils. 
Garous Abdolmalekian commence à écrire dès l'âge de 11 ans et ses premiers poèmes sont publiés dans les magazines Keihan Bechaha et Soroush Tanesh. En 1377, il commence à étudier la critique et la théorie littéraire; il publie alors certains de ses premiers poèmes sérieux, comme Karnameh et Asr Thursday, dans des revues littéraires.
Il publie son premier livre Hidden Bird en 2001,.
Il devient secrétaire du département de poésie de la maison d'édition iranienne Nasher Cheshmeh et est également responsable éditorial pour plusieurs maisons d'éditions. 
Depuis 2005, Garous Abdolmalekian anime plusieurs ateliers de poésie et de théorie littéraire au sein des instituts Shahr Kitab, Baharan, Kanesh et Harak, et participe à d'autres ateliers organisés par l'Université Allameh Tabatabai et l'Université Shahid Beheshti. 
Il est également le secrétaire du Prix de poésie Baharan, organisé par l'Institut Baharan en deux périodes en 1396 et 1397, avec les juges de poètes et critiques tels que Zia Mohd, Abbas Safari, Shahab Moghrabin, Behzad Khawajat et Akbar Aksir,.
Depuis le début de sa carrière il reçoit de nombreux prix littéraires tels que le prix de poésie Iran-Karnameh, le prix littéraire italien Rudi ,. 
En 2021 il est finaliste du PEN Award (American Pen Prix). 
Ses livres sont traduits en plusieurs langues. En France, deux de ses ouvrages, J'écris blessure et Nos poings sous la table, sont publiés par les éditions Bruno Doucey.

## Recueils de poèmes
- Oiseau caché, 2013
- Les couleurs fanées du monde, 2004
- Les lignes changent de place dans le noir, Marwarid Publishing, 2007
- Trous, Cheshme Publishing, 2011
- Il n'y a rien de tel qu'une nouvelle mort, Recueil signé Nazanin Tabatabai et en collaboration avec 36 photographes iraniens (Abbas Kiarostami, Bahman Jalali, Afshin Shahroudi, Saifullah Samadian, Mehran Mohajer, Karim Malekmadani, Rumin Mohtsham, etc.), Cheshme Publishing, 2013.
- Acceptation, Cheshme Publishing, 2014
- Une sélection de poèmes de Gros Abdul Malikian, Marvarid Publishing House, 2017
- La trilogie du Moyen-Orient, Cheshme Publishing, 2017
- Les deux moitiés de la lune sont sombres (peintures de Maryam Ghorbani), Cheshme Publishing, 2018

## Traduction d'ouvrages
- Une sélection de poèmes en anglais (New York/Penguin Publishing/2020) Traducteur : Dr Ahmad Nadalizadeh, Idra Novi
- Une sélection de poèmes en français (Paris/Éditions Bruno Ducey/2012) Traductrice : Farideh Rava
- La Trilogie du Moyen-Orient en français (Paris/Éditions Bruno Ducey/2023) Traductrice : Farideh Rava
- La Trilogie du Moyen-Orient en italien (Bologne/Caraba Publishing/2021) Traducteur : Dr Faezeh Mardani
- Une sélection de poèmes en allemand (Bermen/Suzheh Frelag Publishing/2021) Traducteur : Yuta Himmelreich
- Une sélection de poèmes en arabe (Beyrouth/Maison d'édition Al-Ghawan/2011) Traducteur : Dr Musa Bidaj
- Un pont qui ne ramène personne à la maison en arabe (Koweït/Tekvin Publishing House/2020) traduit par Asghar Ali Karmi
- La trilogie du Moyen-Orient en arabe (Koweit/Tekvin Publishing House/2023) traduit par Asghar Ali Karmi [11]
- Les lignes changent de place dans l'obscurité en langue kurde (Sulaimaniyeh Iraq / Rekhnehi Chowdir Publishing House/2008) Traducteur : Marivan Halabchei
- Les couleurs fanées du monde en langue kurde (Sulaimaniyah, Irak/2008) Traductrice : Marivan Halabchei
- Une sélection de poèmes en suédois (Gutenberg/2015) traducteur : Namdar Nasser
- Sélection de poèmes en langue turque azerbaïdjanaise (Bakou/2018) Traducteur : Omid Najari

## Travaux audio
- album audio de Darkness[12]
- Livre audio de la Trilogie du Moyen-Orient

## Prix
- Finaliste du Penn Award (American Pen Award)
- Lauréat du Prix littéraire italien (Rudi)
- Lauréat du Prix iranien de poésie - Karnameh
- Livre élu de l'année de la jeune poésie iranienne
- Prix national du jeune poète Bandar Abbas (2 périodes)
- Prix national du jeune poème (branche de Chiraz Nabat)
- Prix de poésie des Nuits de Shahrivar

Garous Abdolmalekian participe à plusieurs festivals internationaux, dont le Festival du Printemps des Poètes à Paris, le Festival de poésie Live Voices à Seth en France, le Festival de poésie Mercy en Suède, le Festival de poésie Galavige à Sulaymaniyah, en Irak, etc.